# Anatolij Dimarow
Anatolij Andrijowycz Dimarow (ukr. Анато́лій Андрі́йович Діма́ров; ur. 17 maja 1922 w Myrhorodzie, zm. 29 czerwca 2014 w Kijowie) – ukraiński pisarz.
Autor powieści Joho simia (1956), Idol (1961), Bil i hniw (1974). Laureat Państwowej Nagrody im. Tarasa Szewczenki. Od 1949 członek Związku Pisarzy Ukrainy.

## Literatura
- Jurij Wynnyczuk, Knajpy Lwowa, Warszawa 2008, ISBN 978-83-7141-890-7.